# توتو (إله)
توتو (باللغة المصرية القديمة يعني الاسم "صورة"؛ تثيوس باليونانية) هو إله مصري عبدّه الناس العاديون في جميع أنحاء مصر خلال العصر المتأخر. المعبد الوحيد المعروف المخصص لتوتو يقع في مدينة كيليس القديمة. ومع ذلك، تُرى نقوش توتو في معابد أخرى مثل معبد كلابشة. لقبه في معبد شنهور كان "الذي يأتي لمن يناديه". من ألقابه الأخرى "ابن نيث"، "الأسد"، "عظيم القوة"، و"سيد شياطين سخمت وشياطين باستت التائهة".

## الأيقونية

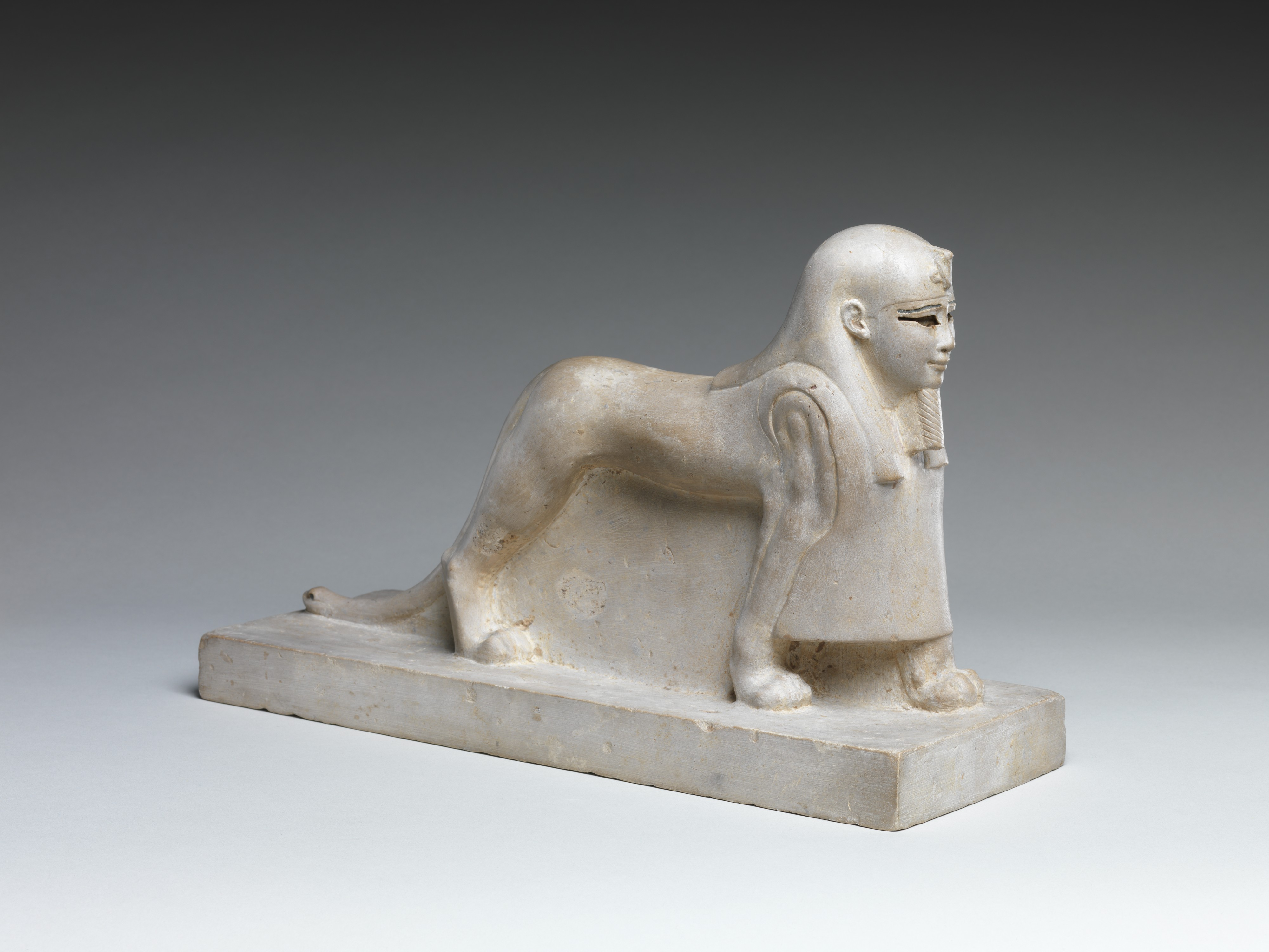
تمثال أبو الهول للإله توتو (متحف المتروبوليتان للفنون)

أيقونية توتو التصويرية ذات شكل إنساني، تتألف من جسم أسد مجنح يمشي، ورأس إنسان، ورؤوس أخرى لصقور وتماسيح تبرز من الجسم، وذيل أفعى. كان ابن نيت التي كانت تُعتبر "إلهة خطيرة". وكانت هناك إلهات أخرى في نفس الجانب مثل موت، سخمت، نخبت وباستت. هذا يعني أن توتو كان في موضع قوة على الشياطين. كان دوره قتل الشياطين التي ترسلها "الإلهات الخطيرات"؛ وكان يقوم بنفس الوظيفة أبناء هذه الإلهات الآخرين مثل ماحس، خونسو ونفرتم. في الأصل كان حامي القبور، ثم أصبح توتو فيما بعد يحرس النائمين من الخطر أو الأحلام السيئة. كان توتو أيضًا مُقدّرًا من قبل الناس العاديين للعبادة، حيث تُقدم العروض والطقوس على مذابح محمولة. تضمنت العروض إوزًا وخبزًا، وكانت الطقوس للحماية من الشياطين والأحلام السيئة. وذُكر أن توتو يوفر الحماية من الشياطين، ويمنح حياة أطول ويحمي الناس من العالم السفلي.